# Aloe droseroides
Aloe droseroides é uma espécie de liliopsida do gênero Aloe, pertencente à família Asphodelaceae.